# Hollywood Studio Symphony
Hollywood Studio Symphony is een symfonieorkest achter de soundtracks van vele films en andere producties uit Hollywood, waaronder de televisieserie Lost en films als The Bourne Identity, Transformers en Star Trek.
Het Hollywood Studio Symphony is niet een traditioneel orkest zoals het London Symphony Orchestra, maar leden bestaande uit sessiemuzikanten die individueel ingehuurd zijn voor elke opname. De naam van het orkest moet niet worden verward met het Hollywood Symphony Orchestra, een ensemble van vaste muzikanten. De individuele leden van het orkest worden niet gecrediteerd op de soundtrack, met een enkele uitzondering als de orkestleider of concertmeester. Het gebruik van de naam Hollywood Studio Symphony om soundtracks te kunnen realiseren is in 2002 mede mogelijk gemaakt door een samenwerking tussen de American Federation Musicians en de Association of Motion Picture & Television Producers. De opzet was om muzikanten uit Los Angeles aantrekkelijker te maken ten opzichte van goedkopere buitenlandse musici.